# گریس هوانگ
گریس هوانگ (انگلیسی: Grace Huang؛ زادهٔ ۱۹۸۳) یک هنرپیشه اهل استرالیا است. وی از سال ۲۰۰۶ میلادی تاکنون مشغول فعالیت بوده‌است.
از فیلم‌ها یا برنامه‌های تلویزیونی که وی در آن نقش داشته است می‌توان به مردی با مشت‌های آهنین اشاره کرد.